# So It's Come to This: A Simpsons Clip Show
"So It's Come to This: A Simpsons Clip Show" är avsnitt 18 från säsong fyra och sändes på Fox i USA den 1 april 1993. I avsnittet utsätter Homer Bart för ett aprilskämt, Bart bestämmer sig för att hämnas men skämtet misslyckas och Homer hamnar på sjukhus där hans familj och vänner börjar berätta om saker som hänt i deras liv. Avsnittet skrevs av Jon Vitti och regisserades av Carlos Baeza. Avsnittet var det första klipp-avsnittet och innehåller klipp från de tre första säsongerna. Avsnittet skrevs för att de är lättare att göra än ett vanligt avsnitt. Avsnittet innehåller referens till Gökboet och Den fantastiska resan. Avsnittet var det mest sedda på Fox under veckan och innehåller material skriven av Al Jean, Mike Reiss, Jay Kogen, Wallace Wolodarsky, John Swartzwelder, Jeff Martin, George Meyer och Nell Scovell.

## Handling
Det är 1 april och Homer lurar sin son Bart genom att få honom dricka gammal mjölk. Lisa berättar sen bakgrunden till aprilskämt för familjen. Bart bestämmer sig för att skämta med Homer och skakar en öl åt honom i en färgblandare. När Homer senare på dagen öppnar ölen resulterar det i en explosion. Homer hamnar på sjukhus, under hans besök börjar hans familj och vänner prata om gamla minnen, som visas i form av klipp från tidigare avsnitt.
Under sjukhusvistelsen ser Homer en godismaskin och försöker köpa en choklad från den men får maskinen över sig och hamnar i koma. Mr. Burns kommer då över och försöker dra ur kontakten från det livsuppehållande systemet som han nu blivit inkopplad i för hans sjukhusvistelse kostar massor av pengar men han övertalas att inte göra det. Bart erkänner sen för Homer att han skakade ölburken som gjorde att han kom till sjukhuset.
Homer hör det och vaknar och börjar strypa Bart. Familjen blir glada över att han vaknat igen. Homer lämnar sjukhuset med sin familj och han berättar för dem att han tar dem alla till Hawaii och de blir glada över att få höra det tills han säger att det var ett aprilskämt. Resten av familjen berättar då att det är 16 maj och han legat i koma i sju veckor och han förlorat 5 % av sin hjärna. De börjar sen alla skratta men Homer slutar snart och undrar varför han skrattar.

## Produktion
Avsnittet sändes den 1 april 1993 på Fox. Avsnittet regisserades av Carlos Baeza och skrevs av Jon Vitti med material skriven av Al Jean, Mike Reiss, Jay Kogen, Wallace Wolodarsky, John Swartzwelder, Jeff Martin, George Meyer och Nell Scovell. I avsnittet visas ett klipp från 32 av Homers "D'oh!" i rad, idén kom från David Silverman som också gjorde flera montage under hans resande college show.
Avsnittet är det första klippavsnittet och skrevs in för Fox ville ha ett visst antal avsnitt men det var svårt att komma upp i rätt antal. Det fanns planer på att skapa fyra klippavsnitt per säsong men det bestämdes att bara göras en då det inte är så populära bland fansen. Fox gillar avsnittet eftersom det är billigare att producera än vanliga avsnitt men säljs lika mycket som ett vanligt avsnitt. Totalt är det en och en halv akt av avsnittet som är nytt material. Det gjordes också en ny scen till fallet från "Bart the Daredevil". TV-kanalens censurer ville inte att de skulle ha med repliken att öl orsakar cancer om de inte kan bevisa att det är sant. De fick bevisa det och de accepterade scenen men uppmanade dem att ta det lättare med öl i framtiden.

## Klipp
Avsnittet innehåller klipp från de tre första säsongerna, fyra från säsong ett, fem från säsong två och sex från säsong tre.
| Avsnitt                                   | Säsong | Säsong | Beskrivning |
| ----------------------------------------- | ------ | ------ | --- |
| "Life on the Fast Lane"                   |        | 1      | Bart kastar en baseboll som träffar Homers huvud. Marge besöker Homer på Springfields kärnkraftverk.                                                                                                  |
| "Homer at the Bat"                        |        | 3      | Homer blir träffad av ett slagträ i huvud. |
| "Lisa's Pony"                             |        | 3      | Homer blir träffad av en cirkelsåg i huvudet. Kwik-E-Marts automatiska dörr öppnar och stängs varje gång den hindras av Homers sovande huvud. Homer somnar och drömmer om att han är i "Slumberland". |
| "Itchy & Scratchy & Marge"                |        | 2      | Maggie träffar Homer i huvudet med en hammare. Itchy & Scratchy-avsnittet, "Messenger of Death". |
| "There's No Disgrace Like Home"           |        | 1      | Familjen får elektriska stötar hos Marvin Monroe. |
| "Bart the Daredevil"                      |        | 2      | Homer ramlar ner för Springfield Gorge. (Klippet innehåller ett nytt klipp som visar Homer då han ramlat ner för klippan igen.)                                                                       |
| "Dog of Death"                            |        | 3      | Doktorn som kollar Homer visar sig vara en veterinär från tidigare avsnitt. Homer frågar Mr. Burns om pengar.                                                                                         |
| "The Call of the Simpsons"                |        | 1      | Homer sätter upp en kaninfälla i skogen. |
| "Treehouse of Horror"                     |        | 2      | Kang & Kodos pratar med familjen Simpson. |
| "Brush with Greatness"                    |        | 2      | Bart & Lisa frågar Homer om de kan ta dem till Mt. Splashmore. |
| "Burns Verkaufen der Kraftwerk"           |        | 3      | Homer drömmer att han är i "Land of Chocolate". |
| "One Fish, Two Fish, Blowfish, Blue Fish" |        | 2      | Homer lyssnar då Lisa spelar saxofon. Homer lär Bart hur man rakar sig. |
| "Bart's Friend Falls in Love"             |        | 3      | Bart stjäl Homers burk med mynt. |
| "Bart the General"                        |        | 1      | Nelson skickar Bart hem rullandes i en soptunna ner för en backe. |
| "Three Men and a Comic Book"              |        | 2      | Homer kollar till Bart, Milhouse och Martin i trädkojan. |
| Flera avsnitt                             |        | 2 - 3  | Homer ropar "D'oh!" från fler avsnitt. |

## Kulturella referenser
Scenen då Barney försöker kväva Homer med en kudde och flyr genom sjukhusfönstret är det en referens till filmen Gökboet. Professor Frink berättar för familjen att de kan väcka Homer genom att krympa en grupp och skicka in dem till Homer genom en liten ubåt som en referens till Den fantastiska resan. Då farfar besöker Homer säger att han att världen aldrig var värd någon vacker som du vilket är referens från Don McLeans låt Vincent.

## Mottagande
Avsnittet hamnade på plats 14 över mest sedda program under veckan med en Nielsen ratings på 14.9. Avsnittet var det mest sedda på Fox under veckan. Avsnittet har kallats för en av de bästa klippavsnitt någonsin och innehåller bra och minnesvärda klipp. Avsnittet har kallats för en av de mest roligaste i serien och innehåller den perfekta balansen mellan klassiska klipp och en ny handling. Avsnittets referens till Gökboet har placerats på plats 43 över bästa filmreferenser i seriens historia hos Nathan Ditum på Total Film.

### Böcker
- Alberti, John (ed.) (2003). Leaving Springfield: The Simpsons and the Possibility of Oppositional Culture. Wayne State University Press. ISBN 0-8143-2849-0.
- Groening, Matt (1997). Richmond, Ray; Coffman, Antonia. red. The Simpsons: A Complete Guide to Our Favorite Family. Created by Matt Groening; edited by Ray Richmond and Antonia Coffman. (1). New York: HarperPerennial. OCLC 37796735. ISBN 0-00-638898-1, 978-0-00-638898-2.
- Turner, Chris (2004). Planet Simpson: How a Cartoon Masterpiece Documented an Era and Defined a Generation. Foreword by Douglas Coupland. (1). Toronto: Random House Canada. OCLC 55682258. ISBN 0-679-31318-4, 978-0-679-31318-2.